# Pouteria bracteata
Pouteria bracteata  é um espécie de planta na família Sapotaceae. É encontrada na Colômbia.